# 光明日报

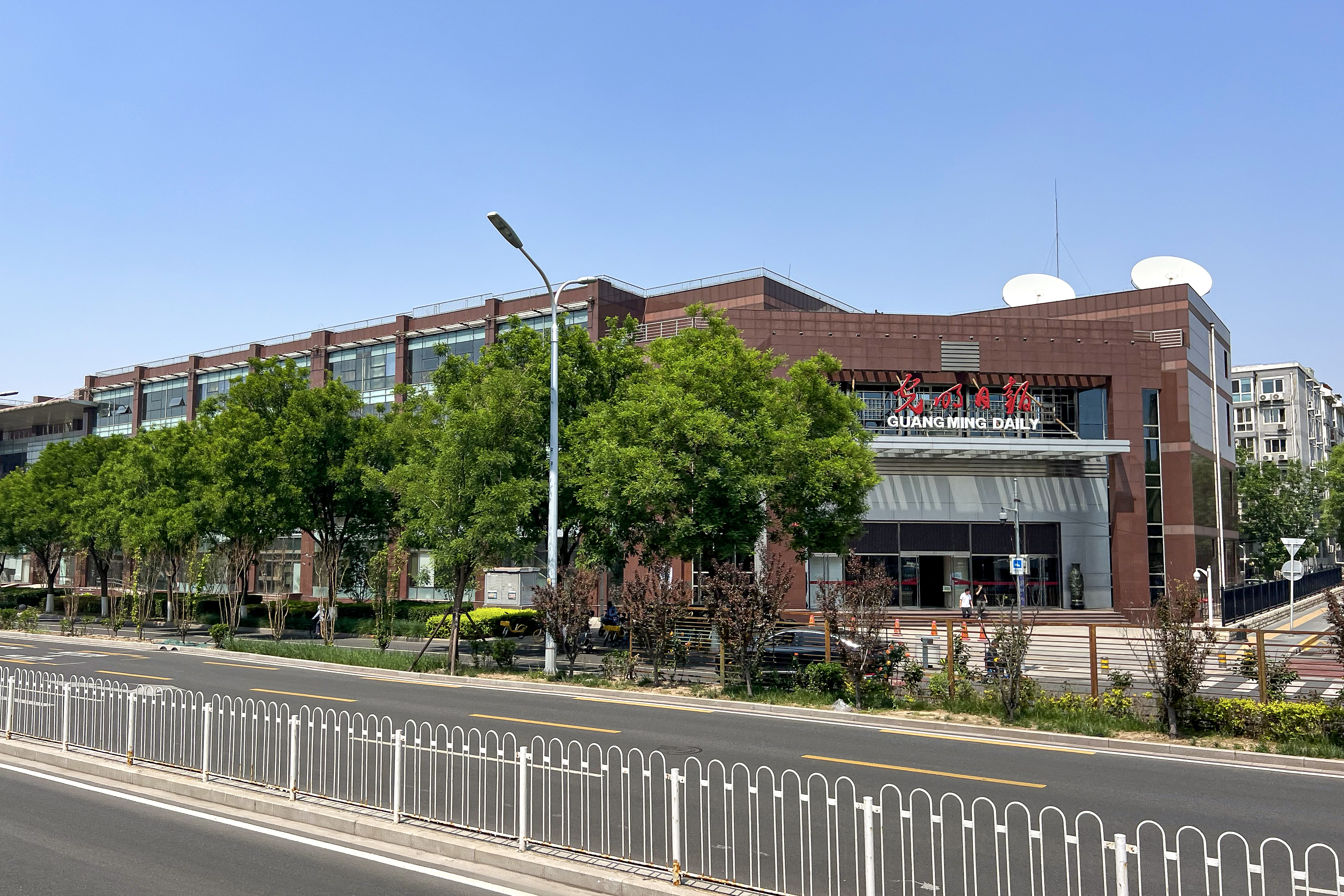
光明日报社大楼

《光明日報》是中国共产党中央委员会主办的报纸，是由中国共产党中央委员会直接领导的大型、全国性的官方新闻媒体之一，属于光明日报社，创刊于1949年6月16日，最初是由中国民主同盟主办。毛泽东、周恩来、朱德等都曾为《光明日报》创刊题词。
光明日报以知识分子作为读者对象出版，冯友兰、老舍、茅盾、王蒙、巴金、季羡林等均有为光明日报撰稿。现使用的报头引用于毛泽东1963年1月24日题写的《满江红·和郭沫若同志》文末。

## 现况
《光明日报》为对开日报，目前周一到周五每天16版，周六、周日每天12版。光明日报报业集团拥有中央重点新闻网站光明网和《文摘报》、《中华读书报》，以及《书摘》、《博览群书》、《考试》、《光明少年》（前称：《新天地》）杂志和光明日报出版社、光明日报手机报，在全国设有41个记者站，在世界22个国家和地区派有常驻记者，读者遍及社会各界和120多个国家和地区。光明日报将知识分子作为主要读者群体，其报道特色在于教育、科学、文化等方面。

## 历史
- 1941年，中国民主政团同盟（现中国民主同盟）常务委员梁漱溟在香港创办同盟机关刊物《光明报》，为光明日报前身。
- 1949年6月16日，光明日报由中国民主同盟主办，利用接收的原《世界日報》产业和人员，在北京重新创刊。初期接受中国民主同盟总部和新闻总署双重领导[5][4][6]。
- 1949年7月起，《光明日报》陆续开始創辦《经济》、《文学》、《文学评论》、《學術》、《新语文》等各种专刊，开始形成自己的鲜明特色。
- 1953年1月，《光明日报》改由各民主党派和无党派民主人士联合主办。在加强了各个民主党派的工作报道的同时，负担起中国文教建设和人民文化生活的全面宣传，成为在知识分子群体中影响最大的报纸。
- 1956年4月，中共提出百花齐放、百家争鸣，鼓励民主人士自由提出批评意见协助中共整风。作为中国各民主党派中央机关报的《光明日报》则一时成为全国最活跃的报纸之一，大胆刊出各种“鸣放”声音。1957年6月1日，《光明日报》总编辑储安平（九三学社成员）向中共提出“党天下”的思想问题，批评国务院内没有党外人士，震惊朝野。中共中央随后立即发起反右运动，《光明日报》有18人被划为右派，社长章伯钧、总编辑储安平两人均被当作“大右派”揪出，名列中国十大右派。反右之后，中共接收光明日报的领导权并转归中共中央宣传部和统战部[7]。
- 1966年5月8日《光明日报》1版发表化名“何明”的文章《擦亮眼镜，辨别真假》，批驳“三家村”和“燕山夜话”，率先开始批驳邓拓。
- 1967年1月8日《光明日報》發表《赵树理是反革命修正主義文藝路線的“標兵”》，導致[來源請求]他最后被迫害致死，終年64歲。
- 1978年以来，《光明日报》几次调整办报方针，但以知识分子为主的读者对象始终没有改变。
- 1978年5月10日，刊发题为《实践是检验真理的唯一标准》的特约评论员文章。
- 1982年11月，《光明日报》明确为中共中央领导和主办。
- 1992年3月，在中央各报社中率先转载《深圳特区报》关于邓小平南巡的报道。
- 1994年8月，经中共中央批准的光明日报社编制方案明确规定：光明日报社是中共中央直属事业单位，是中央宣传部代管的新闻机构。[8]
- 1999年5月7日，北约对南斯拉夫联盟共和国的首都贝尔格莱德所进行的轰炸行为击中了中国驻南大使馆，统称五八事件。光明日报的记者许杏虎和朱颖以及新华社记者邵云环在此次事件中遇难。
- 2005年3月15日，发表四名学者座谈纪要《警惕历史虚无主义思潮》不点名对刘再复、李泽厚合著的《告别革命》提出猛烈批判。[9]
- 2010年9月4日，在纪念深圳經濟特區成立30周年之际在第二版显著位置刊登《两种不同性质的民主不可混淆》一文。文中提到“有人会认为决策权、执行权、监督权的三分，类似于西方政治中的“三权分立”，但范围有限，不够清晰。这种简单的比较，着重于形式，忽略实质内容，很容易产生误会。”[10]

## 历任领导
| 社长 - 章伯钧（1949年6月－1957年11月12日） - 杨明轩（1957年11月12日－1967年8月） - 王化南（1968年10月12日－1969年10月，军宣队负责人） - 刘同新（1968年10月12日－1975年5月，军宣队负责人） - 莫艾（1973年8月－1976年10月，临时领导小组负责人） - 刘西尧（1976年10月－1977年1月，临时领导小组负责人）（临时领导小组成员有劉西堯、王维澄→赵振清、孙中范） - 王慧敏（2022年－，兼总编辑） | 总编辑 - 胡愈之（1949年6月－1950年7月） - 邵宗汉（1950年7月－1954年10月） - 常芝青（1954年10月－1957年4月） - 储安平（1957年4月1日－1957年11月12日） - 陈此生（1957年11月12日－1966年6月） - 穆欣（1966年6月11日－1967年9月） - 杨瑞（1966年11月16日－1968年3月，编辑小组组长） - 群众组织办报（1968年3月－1969年12月） - 师海云（1969年12月－1973年，临时办报小组组长） - 范戈（1977年1月－1978年3月） - 杨西光（1978年3月－1982年4月） - 杜导正（1982年4月－1987年3月） - 姚锡华（1987年3月－1989年7月） - 张常海（1989年7月－1993年4月） - 徐光春（1993年4月－1995年7月） - 王晨（1995年7月－2000年6月） - 袁志发（2000年6月－2005年6月） - 苟天林（2005年6月－2010年3月） - 胡占凡（2010年3月－2011年11月） - 何东平（2012年7月－2016年5月） - 杜飞进（2016年5月－2017年4月） - 张政（2017年6月－2021年3月） - 王慧敏（2021年5月－，2022年起为社长兼） |

| 副社长 …… - 常戍（2023年1月－） | 副总编辑 …… - 张碧涌（？—2022年6月） - 邢宇皓（2023年7月－） - 陈品高（2023年12月－） - 郭林（2025年3月－） 编委 …… - 蔡闯（2025年2月－） - 武力（2025年7月－） |